# Gatien de Courtilz de Sandras
Pour les articles homonymes, voir Sandras.
Gatien de Courtilz (ou de Courtie)[réf. nécessaire], sieur de Sandras (1644, Montargis – 8 mai 1712, Paris), dit couramment Courtilz de Sandras ou simplement Courtilz, est un écrivain français du XVIIe siècle. Engagé dans la compagnie des Mousquetaires, il quitte l'armée au bout de 18 ans pour devenir polygraphe et vivre de sa plume. Auteur fécond et imprudent, il fut emprisonné  plusieurs années à la Bastille.

## Biographie
Capitaine au régiment de Champagne, Courtilz de Sandras quitte le service en 1680, se rend en Hollande pour y faire imprimer des ouvrages, qui pour la plupart sont des romans historiques ou des pamphlets. Il y fut, en 1686, le premier rédacteur du Mercure historique et politique créé à La Haye par le libraire Henry van Bulderen. En 1698, il y publie son second « mercure », l’Elite des nouvelles de toutes les cours de l’Europe. Emprisonné  à la Bastille du 23 avril 1693 au 2 mars 1699, il publie à sa libération, dès 1700, en Hollande, de nouveaux ouvrages dont il avait débuté la rédaction pendant sa détention.
Il fut inhumé dans le cimetière Saint-André-des-Arts à Paris.

## Écriture
À plusieurs reprises, Courtilz a écrit à la première personne des pseudo-mémoires, genre dont il fut l'initiateur : celles du marquis de Montbrun, de M. de Rochefort ou de M. de Bordeaux. De la vie de d'Artagnan qu’il a pu connaître assez bien, car il fut enfermé à la Bastille alors que Besmaux, ex-compagnon de d’Artagnan, en était Gouverneur, Courtilz a tiré de même un récit où le vrai se mêle au faux : il s'agit des Mémoires de M. d'Artagnan, publiées en 1700 (soit 27 ans après la mort du héros gascon), dont s'inspirera à son tour au XIXe siècle Alexandre Dumas pour Les Trois Mousquetaires et Vingt Ans après.

## Éditions
- La France devenue italienne, La Haye, P. Bernard, 1685.
- Mémoires de M.L.C.D.R. (le comte de Rochefort) contenant ce qui s'est passé de plus particulier sous le Ministere du Cardinal de Richelieu et du Cardinal Mazarin, avec plusieurs particularités remarquables du Regne de Louis le Grand, Cologne, Pierre Marteau, 1687, consultable en ligne. Édition critique établie et annotée par Carole Atem, Paris, Honoré Champion, 2018.
- Histoire de la guerre de Hollande (1672-1677), La Haye, 1689
- La Vie de Jean-Baptiste Colbert Ministre d'Etat sous Louys XIV Roy de France, Cologne, 1695, consultable en ligne.
- Testament du marquis de Louvois, Cologne, 1695, consulté en ligne.
- Le Grand Alcandre frustré, ou les derniers efforts de l'Amour et de la Vertu. Histoire galante, Cologne, Pierre Marteau, 1696, consultable en ligne.
- Mémoires de Messire Jean- Baptiste de La Fontaine, Cologne, Pierre Marteau,1699 [=1698], Édition critique établie et annotée par Carole Atem, Paris, Honoré Champion, 2023.
- Mémoires de M.r d'Artagnan, Capitaine Lieutenant de la premiere Compagnie des Mousquetaires du Roy, contenant quantité de choses particulieres et secrettes qui se sont passées sous le Regne de Louis le Grand, Cologne, Pierre Marteau, 1700, consultable en ligne.
- Mémoires de Monsieur le Marquis de Montbrun, Amsterdam, (1701). Édition critique établie et annotée par Erik Leborgne et René Démoris, Paris, Desjonquères, 2004.
- Le Prince infortuné, ou l'Histoire du chevalier de Rohan, (S. l.), 1713
- Mémoires de madame la marquise de Fresne, Amsterdam, 1722

### Source partielle
- Notices d'autorité :   - VIAF
  - ISNI
  - BnF (données)
  - IdRef
  - LCCN
  - GND
  - Italie
  - Japon
  - CiNii
  - Espagne
  - Belgique
  - Pays-Bas
  - Pologne
  - Israël
  - NUKAT
  - Catalogne
  - Suède
  - Vatican
  - WorldCat

Marie-Nicolas Bouillet  et Alexis Chassang (dir.), « Gatien de Courtilz de Sandras » dans Dictionnaire universel d’histoire et de géographie, 1878 (lire sur Wikisource)